# USTA LA Tennis Open 2009
Lo USTA LA Tennis Open 2009 è stato un torneo professionistico di tennis maschile giocato sul cemento, che faceva parte dell'ATP Challenger Tour 2009. Si è giocato a Carson negli USA dal 23 al 31 maggio 2009.

## Partecipanti

### Teste di serie
| Nazionalità | Giocatore          | Ranking* | Testa di serie |
| ----------- | ------------------ | -------- | -------------- |
| Stati Uniti | Vince Spadea       | 106      | 1              |
| Thailandia  | Danai Udomchoke    | 124      | 2              |
| Stati Uniti | Alex Bogomolov Jr. | 157      | 3              |
| Stati Uniti | Donald Young       | 164      | 4              |
| Stati Uniti | Michael Russell    | 168      | 5              |
| Stati Uniti | Sam Warburg        | 195      | 6              |
| Australia   | Carsten Ball       | 200      | 7              |
| Svezia      | Björn Rehnquist    | 202      | 8              |

* Ranking al 18 maggio 2009

### Altri partecipanti
Giocatori che hanno ricevuto una wild card:
- Alex Kuznetsov
- Michael McClune
- Kaes Van't Hof
- Donald Young

Giocatori passati dalle qualificazioni:
- Scott Oudsema
- Igor Sijsling
- Amir Weintraub
- Jesse Witten
- Marcel Felder (Lucky Loser)

## Campioni

### Singolare
Michael Russell ha sconfitto  Michael Yani per 6–1, 6–1

### Doppio
Harsh Mankad /  Frederik Nielsen hanno sconfitto  Carsten Ball /  Travis Rettenmaier per 6–4, 6–4